# Kodak DC3200
La Kodak DC3200 es un modelo de cámara digital producido y comercializado por Eastman Kodak en septiembre de 2000. Cuenta con una resolución interna de 1,2 Megapixels y una memoria flash interna de 2 MB, pudiendo usar tarjetas CompactFlash. Carece de zum óptico, aunque dispone de zum digital 2x. Puede comunicarse por puerto serie RS-232 con un compatible IBM PC, pero el software que se entrega carece de soporte para Apple Macintosh o Linux.
La carcasa tiene forma rectangular en plástico marrón oscuro o azul marino. En el frontal, desde el punto de vista del usuario, el objetivo está situado a la izquierda y a su derecha el visor óptico y el Flash integrado. En el lateral izquierdo está situada la toma de la fuente de alimentación externa. En el derecho el enganche de la correa de mano, los conectores minijack del puerto serie RS-232 y de la salida de vídeo NTSC/PAL y la trampilla de las cuatro pilas AA. En la trasera, en la parte superior el visor óptico y un LED de funcionamiento; bajo él está la pantalla TFT de 1,6 pulgadas. A su derecha, botón de menú, pulsadores de control del menú (arriba / abajo), botón SELECT y botón de activación del flash. Sobre la trampilla de la ranura CompactFlash, interruptor deslizante de apagado / modo Foto / Modo revisión. En la base, acople de trípode y pie de estabilización.
En la tarjeta las imágenes se sitúan en el directorio DCIM, inicialmente en el subdirectorio \100K3200, con nombres DCP_9999.JPG Precisamente si se graba un fichero con ese nombre, se crea un nuevo subdirectorio \101K3200, y se comienza de nuevo por el fichero DCP_0001.JPG.